# Чемпионат мира по сноуборду среди юниоров 2013
16-й чемпионат мира по сноуборду среди юниоров проходил с 3 по 10 марта 2013 года в турецком городе Эрзурум. Было разыграно 10 комплектов медалей, хотя планировалось разыграть 12 комплектов, но из-за непогоды старты в командных гонках в сноуборд-кроссе были отменены.

## Медалисты

### Мужчины
| Дисциплина                     | Дата          | Золото                     | Серебро                     | Бронза                     | Ссылка               |
| Слоупстайл                     | 10 марта 2013 | Тайлер Ничолсон Канада     | Люсьен Кох Швейцария        | Йонас Бёзигер Швейцария    | (недоступная ссылка) |
| Хафпайп                        | 8 марта 2013  | Икко Анаи Япония           | Тим-Кевин Равняк Словения   | Люсьен Кох Швейцария       | (недоступная ссылка) |
| Параллельный гигантский слалом | 6 марта 2013  | Даниель Кребс Австрия      | Александр Белинский Украина | Штефан Баумейстер Германия | (недоступная ссылка) |
| Сноубордкросс                  | 3 марта 2013  | Лукас Эгуйбар Испания      | Алессандро Хеммерле Австрия | Джероми Люман Швейцария    | (недоступная ссылка) |
| Параллельный слалом            | 7 марта 2013  | Штефан Баумейстер Германия | Валерий Колегов Россия      | Индрик Трахан Канада       | (недоступная ссылка) |

### Женщины
| Дисциплина                     | Дата          | Золото               | Серебро                 | Бронза                  | Ссылки               |
| Слоупстайл                     | 10 марта 2013 | Лаурие Блоуин Канада | Хлое Силлиерес Франция  | Целия Петриг Швейцария  | (недоступная ссылка) |
| Хафпайп                        | 8 марта 2013  | Эмма Бернар Франция  | Верена Рохрер Швейцария | Люсиль Лефевр Франция   | (недоступная ссылка) |
| Параллельный гигантский слалом | 6 марта 2013  | Эстер Ледецка Чехия  | Таня Бруггер Австрия    | Надя Очнер Италия       | (недоступная ссылка) |
| Сноубордкросс                  | 3 марта 2012  | Ева Замкова Чехия    | Хлое Треспеуч Франция   | Микела Мойоли Италия    |                      |
| Параллельный слалом            | 7 марта 2013  | Эстер Ледецка Чехия  | Чейенне Лох Германия    | Наталья Соболева Россия | (недоступная ссылка) |